# Phyllobrostis
Phyllobrostis is een geslacht van vlinders in de familie van de sneeuwmotten (Lyonetiidae). De wetenschappelijke naam van het geslacht werd in 1859 voorgesteld door Otto Staudinger.

## Soorten
- P. apathetica (Meyrick, 1921)
- P. calcaria Meyrick, 1911
- P. daphneella Staudinger, 1859
- P. eremitella Joannis, 1912
- P. farsensis Mey, 2006
- P. fregenella Hartig, 1941
- P. hartmanni Staudinger, 1867
- P. jedmella Chretien, 1907
- P. kandaharensis Mey, 2006
- P. nuristanica Mey, 2006
- P. peninsulae Mey, 2011
- P. tephroleuca (Meyrick, 1913)

### Dubieuze taxa
- P. argillosa Meyrick, 1911